# اچ‌ام‌اس ال۲۱
اچ‌ام‌اس ال۲۱ (به انگلیسی: HMS L21) یک زیردریایی بود که طول آن ۲۳۸ فوت ۷ اینچ (۷۲٫۷۲ متر) بود. این زیردریایی در سال ۱۹۱۹ ساخته شد.